# Šuška se...
Šuška se... (engl. Rumor Has It...) američki je film iz 2005. Glavni glumci su bili Jennifer Aniston i Kevin Costner, a sporedni Shirley MacLaine, Mark Ruffalo i Richard Jenkins. Scenarist je bio Ted Griffin. Film je nastao prema romanu Diplomac. 

## Radnja
Film govori o novinarki New York Timesa Sarah Huttinger (Jennifer Aniston) koja je na sestrinom vjenčanju saznala da majčin muž možda nije njen otac. Saznala je da je majka neposredno prije vjenčanja pobjegla u Cabo San Lucas, te bila s Beauom Burroughsom (Kevin Costner), te mislila kako joj je on otac. Saznala je da je sterilan. Na kraju je saznala da joj je mamin muž otac, te se udala za Jeffa (Mark Ruffalo).

## Uloge
- Jennifer Aniston - Sarah Huttinger
- Kevin Costner - Beau Burroughs
- Shirley MacLaine - Katharine Richelieu
- Mark Ruffalo - Jeff Daly
- Richard Jenkins - Earl Huttinger
- Mena Suvari - Annie Huttinger
- Steve Sandvoss - Scott
- Christopher McDonald - Roger
- Mike Vogel - Blake Burroughs

## Vanjske poveznice
- Šuška se... u internetskoj bazi filmova IMDb-a